# Tantogården

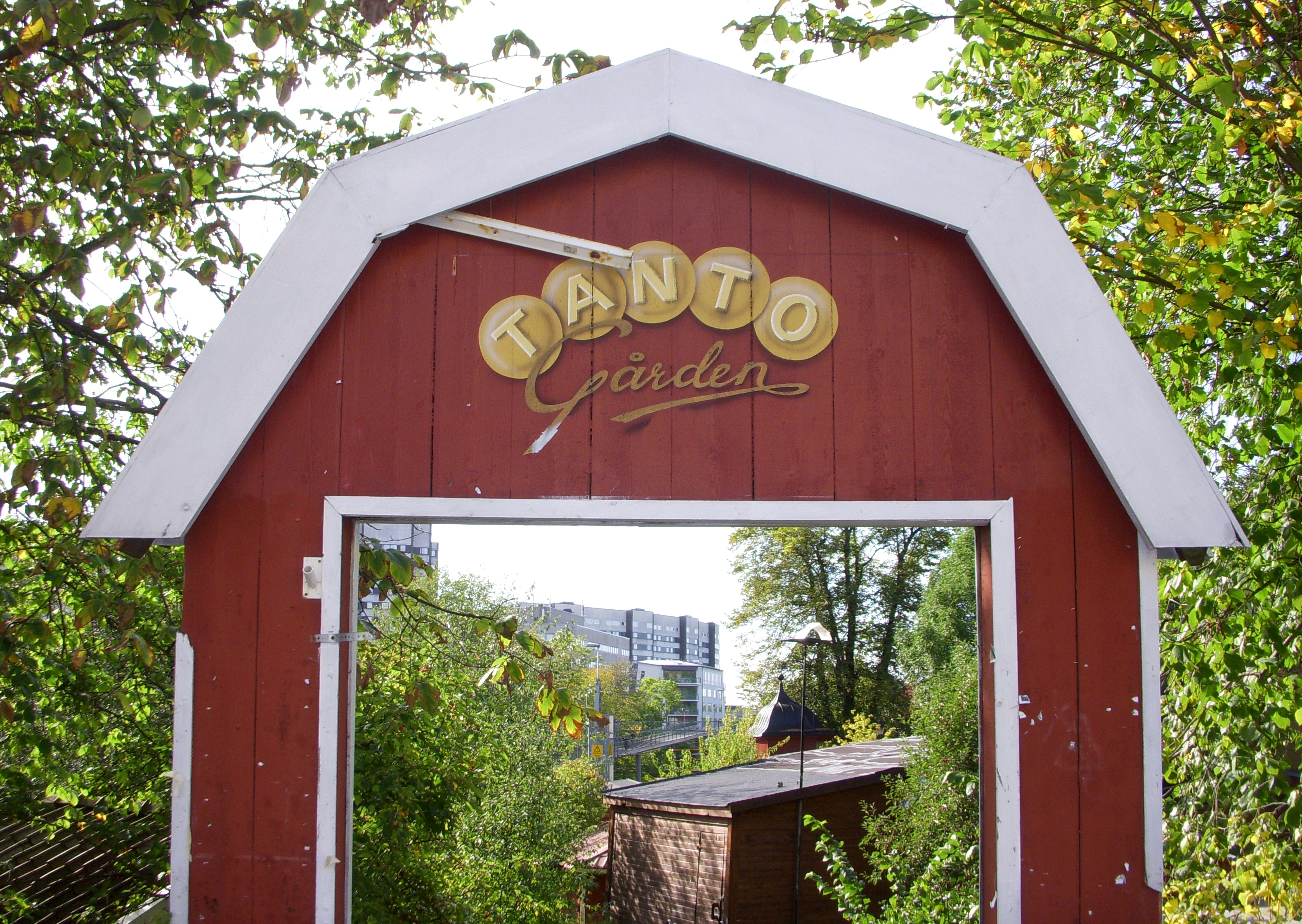
Entrén från Ringvägen 2009

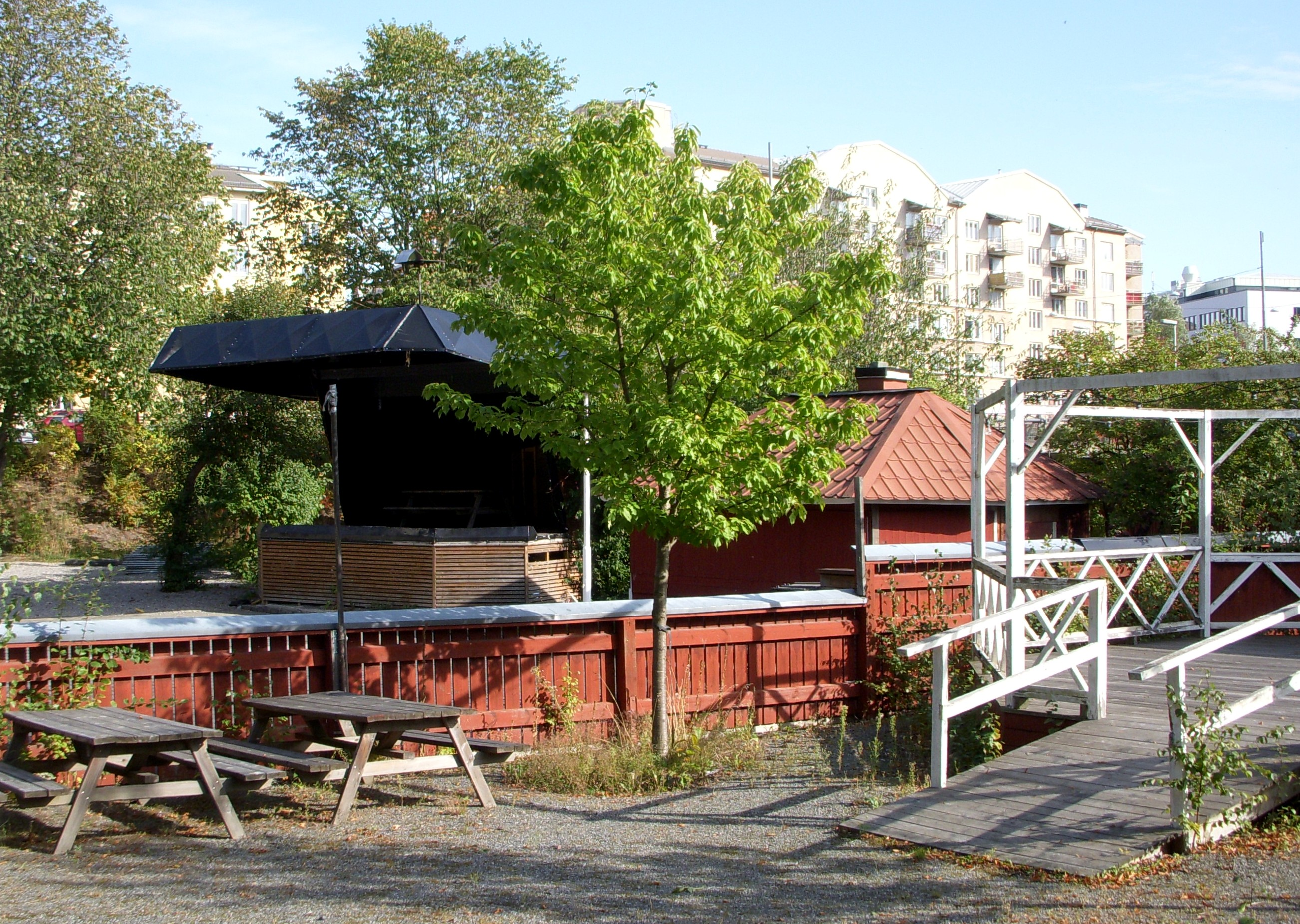
Utomhusscen med Ekermanska gårdens dansbana i förgrunden 2009

Tantogården var en gård och en konsertscen som låg vid Ringvägen 24 på Södermalm, Stockholm, i direkt anslutning till Tantolunden. Gården förstördes  2009 av en brand och revs därefter.
Byggnaderna för Tantogården uppfördes på 1940-talet för att inrymma en symaskinsfabrik  men användes under senare år för arrangemang av olika slag. Enligt detaljplanen från 1999 omfattade Tantogården 2300 m² för föreningsverksamhet. Närmsta granne till Tantogården är den k-märkta Ekermanska malmgården från 1700-talet, som hyrs av Högalids hembygdsförening.
Tanto föreningscenter hyrde ut fastigheten under många år fram till sin konkurs i januari 2008. Från januari 2009 planerade Södermalms stadsdelsnämnd att bedriva musikverksamhet för ungdomar men stadsdelsnämnden fick inte möjlighet ta över efter hyresgästen, en privat entreprenör, då Tantogårdens huvudbyggnad 11 mars förstördes i en misstänkt mordbrand. I maj 2010 rev staden kvarvarande övergivna byggnader. Idag är platsen kommunal bilparkering. Det finns planer på att bygga bostäder på platsen.